# Simaethula
Simaethula Simon, 1902 è un genere di ragni appartenente alla famiglia Salticidae.

## Etimologia
Il nome del genere è un'alterazione di Simaetha Thorell, 1881, con cui ha varie affinità.

## Caratteristiche
Questo genere ha molte peculiarità in comune con gli affini Simaetha Thorell, 1881 e Stertinius Simon, 1890.

## Distribuzione
Le sette specie oggi note di questo genere sono diffuse in Australia.

## Tassonomia
A dicembre 2010, si compone di sette specie:
- Simaethula aurata (L. Koch, 1879) — Queensland
- Simaethula auronitens (L. Koch, 1879) — Queensland, Nuovo Galles del Sud
- Simaethula chalcops Simon, 1909 — Australia occidentale
- Simaethula janthina Simon, 1902[3] — Queensland
- Simaethula mutica Szombathy, 1915 — Australia
- Simaethula opulenta (L. Koch, 1879) — Queensland, Nuovo Galles del Sud
- Simaethula violacea (L. Koch, 1879) — Queensland

### Specie trasferite
- Simaethula tenuior (Keyserling, 1882); trasferita al genere Simaetha con la denominazione di Simaetha tenuior (Keyserling, 1882) a seguito di un lavoro dell'aracnologo Zabka del 1991[2].